# 生物土壤结皮

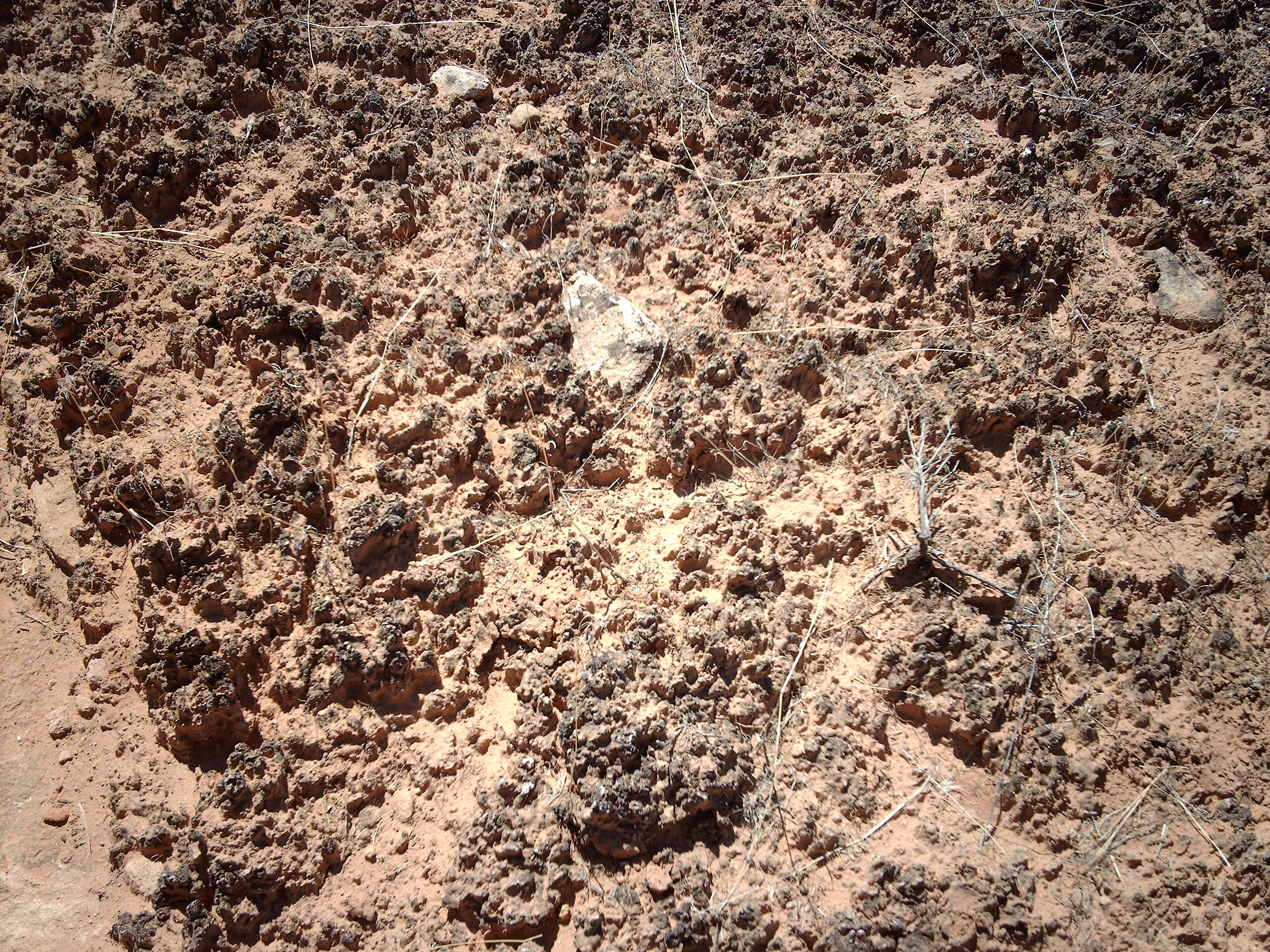
Hovenweep National Monument內的生物土壤結皮.

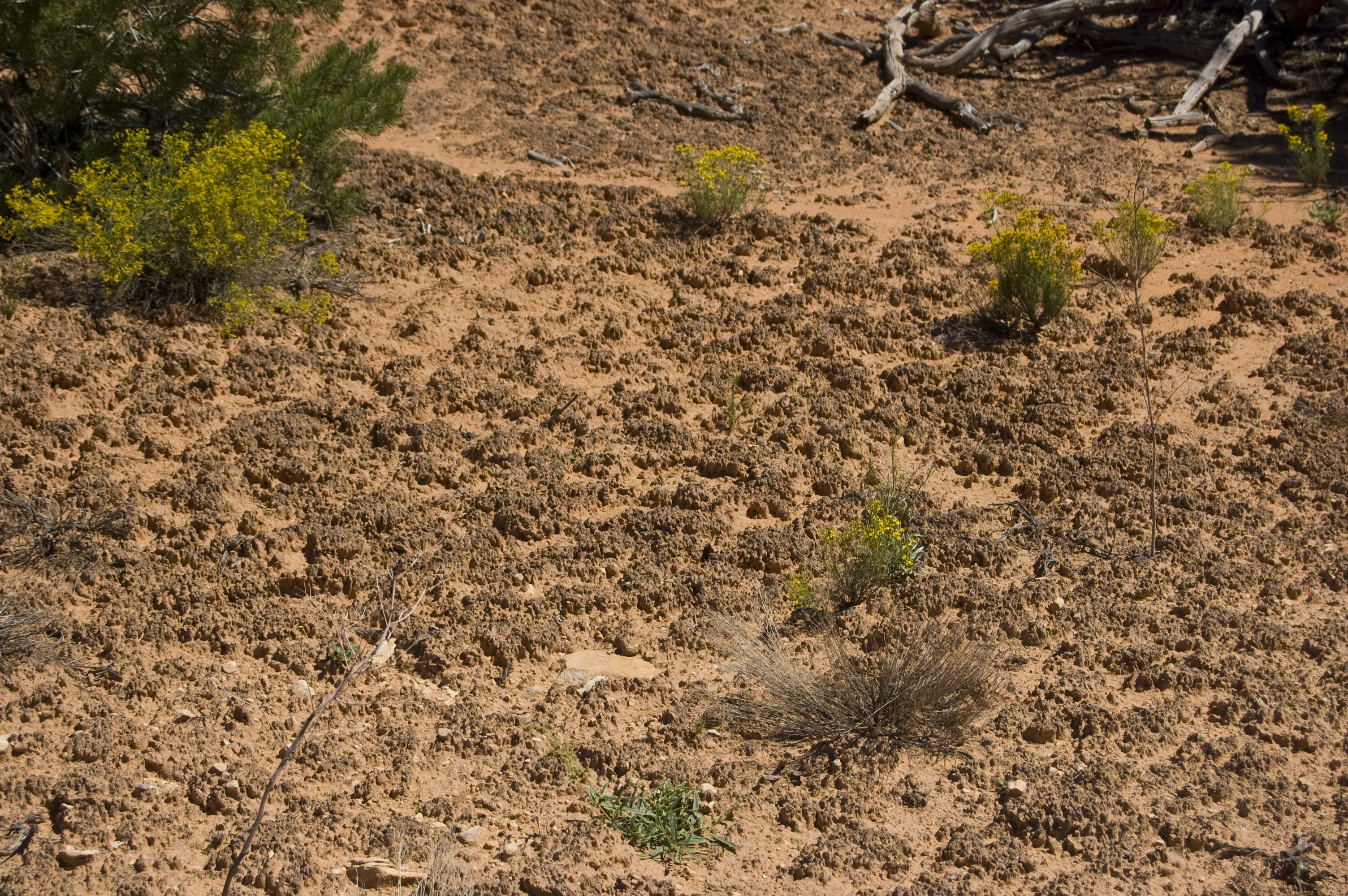
天生橋國家紀念區內Sipapu Bridge附近的生物土壤結皮.

生物土壤結皮（biological soil crusts, BSCs, 简称生物结皮)是由蓝细菌、藻类、地衣、苔藓等隐花植物和土壤微生物及其他生物通过菌丝体、假根和分泌物等与土壤表层颗粒胶结形成的一种复合体，是乾旱和半干旱气候土壤表面的生物群落。生物土壤結皮遍布世界各地，依地形、土質、氣候、植群、微生境、擾動的相異由不同物種組成。
生物土壤結皮具有重要的生態角色，有固炭、固氮、保持結構穩定的功能。也影響土表反照率、water relations、種子發芽、維管束植物的養分含量 。
生物土壤结皮一般划分为藻结皮、地衣结皮和藓结皮3个主要演替阶段。